# A Woman’s Worth
A Woman’s Worth ist ein R&B-Soul-Lied von der US-amerikanischen R&B/Soul-Sängerin Alicia Keys. Das Lied ist eine Piano-R&B-Soul-Ballade mit Elementen von Neo Soul, es wurde von Keys für ihr Debütalbum Songs in A Minor aus dem Jahr 2001 selbst geschrieben und produziert.
Das Lied wurde im Februar 2002 als Single des Albums weltweit veröffentlicht. Es ist Keys’ zweite Single, nach ihren Welthit Fallin’ aus dem vorherigen Jahr. Die Single wurde ein weiterer Top-10-Erfolg für Alicia Keys in den Vereinigten Staaten.

## Musikvideo
Das Musikvideo entstand unter der Regie von Chris Robinson in Brooklyn.
Das Video fängt da an, wo Fallin’ aufhörte: Der Freund der Protagonistin (gespielt von Keys) ist mittlerweile aus dem Gefängnis entlassen worden und muss sich in der neugewonnenen Freiheit zurechtfinden. Parallele Erzählstränge zeigen Harmonie und Disharmonien zwischen den Geschlechtern.
Das Video war in den Kategorien Best R&B Video und Best Cinematography bei den MTV Video Music Awards 2002 nominiert. Bei den Grammy Awards 2002 sang Keys A Woman’s Worth zusammen mit Fallin’.
Das Musikvideo hatte seine TV-Premiere am 16. Oktober 2001.

## Rezeption

### Chartplatzierungen
| ChartsChartplatzierungen       | Höchstplatzierung | Wochen |
| ------------------------------ | ----------------- | ------ |
| Deutschland (GfK)              | 45 (8 Wo.)        | 8      |
| Österreich (Ö3)                | 71 (2 Wo.)        | 2      |
| Schweiz (IFPI)                 | 32 (16 Wo.)       | 16     |
| Vereinigte Staaten (Billboard) | 7 (20 Wo.)        | 20     |
| Vereinigtes Königreich (OCC)   | 18 (9 Wo.)        | 9      |

| ChartsJahrescharts (2002)      | Platzierung |
| ------------------------------ | ----------- |
| Vereinigte Staaten (Billboard) | 51          |

### Auszeichnungen für Musikverkäufe
| Land/Region               | Auszeichnungen für Musikverkäufe (Land/Region, Auszeichnung, Verkäufe) | Verkäufe |
| ------------------------- | ---------------------------------------------------------------------- | -------- |
| Australien (ARIA)         | Gold                                                                   | 35.000   |
| Vereinigte Staaten (RIAA) | Gold                                                                   | 500.000  |
| Insgesamt                 | 2× Gold ·                                                              | 535.000  |

Hauptartikel: Alicia Keys/Auszeichnungen für Musikverkäufe